# Aldernäs
Aldernäs är en by i Bodens kommun 20 kilometer norr om Boden. Den ligger vid Aldertjärnen och där finns två åretruntboenden och ett antal sommarstugor.